# Вельти, Альберт
Альберт Вельти (нем. Albert Welti; 18 февраля 1862[…], Цюрих — 7 июня 1912[…], Берн или Цюрих) — швейцарский художник и гравёр. Значительная часть его работ изображали его собственные сновидения или кошмары. Кроме того он разрабатывал почтовые марки для Почты Швейцарии.

## Биография
Альберт Вельти родился 18 февраля 1862 года в городе Цюрихе и был старшим из семи детей грузчика Якоба Альберта Вельти-Фуррера (1833—1906) и его жены Анны Барбары Фуррер. Во время Франко-прусской войны одно из подразделений французской армии было расквартировано на территории их дома и наблюдение за деятельностью военных, как и желание воссоздать увиденное, пробудило в нём позднее интерес к исторической живописи.
После получения начального образования Вельти поступил в местную Industrieschule — промышленную школу, где изучал гравюру у Иоганна Конрада Вердмюллера.
В 1880 году он начал учиться фотографии у своего дяди Освальда Вельти (1843—1932) в Лозанне, но пробыл с ним всего один год, поступив в Мюнхенскую академию изящных искусств в 1882 году.

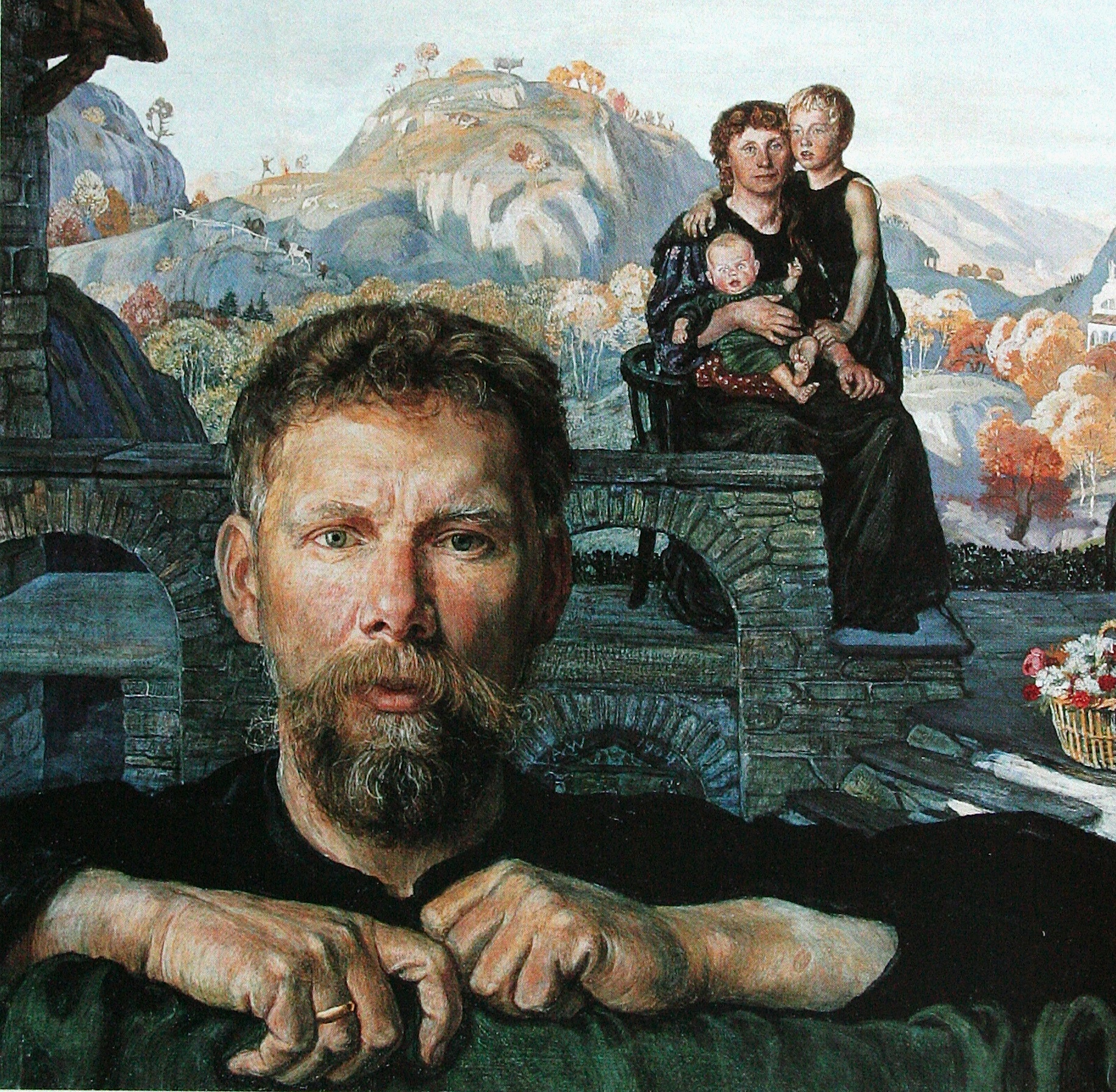
Автопортрет с семьёй (1903)

Вернувшись в родной город в 1886 году, он стал учеником и помощником художника Арнольда Бёклина, который оказал на него наибольшее влияние. Вельти работал в студии Бёклина до 1891 года, когда он начал свою карьеру как независимый художник.
В 1894-м Вельти женился на Эммелине Вильдбольц и в следующем году они поселились на окраине Мюнхена, где Вельти открыл свою собственную студию. Он регулярно путешествовал по Швейцарии, а после смерти отца часто смягчал свою утрату, посещая Иннерткирхен и Веттис, где создал многочисленные пастельные наброски природы. В Мюнхене он проработал до 1908 года успев за это время подружиться с писателем Германом Гессе.
Супруга художника скоропостижно скончалась в 1911 году и Альберт Вельти пережил её совсем ненадолго; умер 7 июня 1912 года в возрасте 50-ти лет.
Его загородный дом в Остермундигене, недалеко от Берна, был куплен Гессе.
Его сын, Альберт Якоб Вельти (1894—1965), также стал художником и писателем. Певица, композитор и автор песен Софи Хунгер (род. 1983) является его внучатой племянницей.